# 祖父江砂丘
座標: 北緯35度15分41.2秒 東経136度42分6秒 / 北緯35.261444度 東経136.70167度

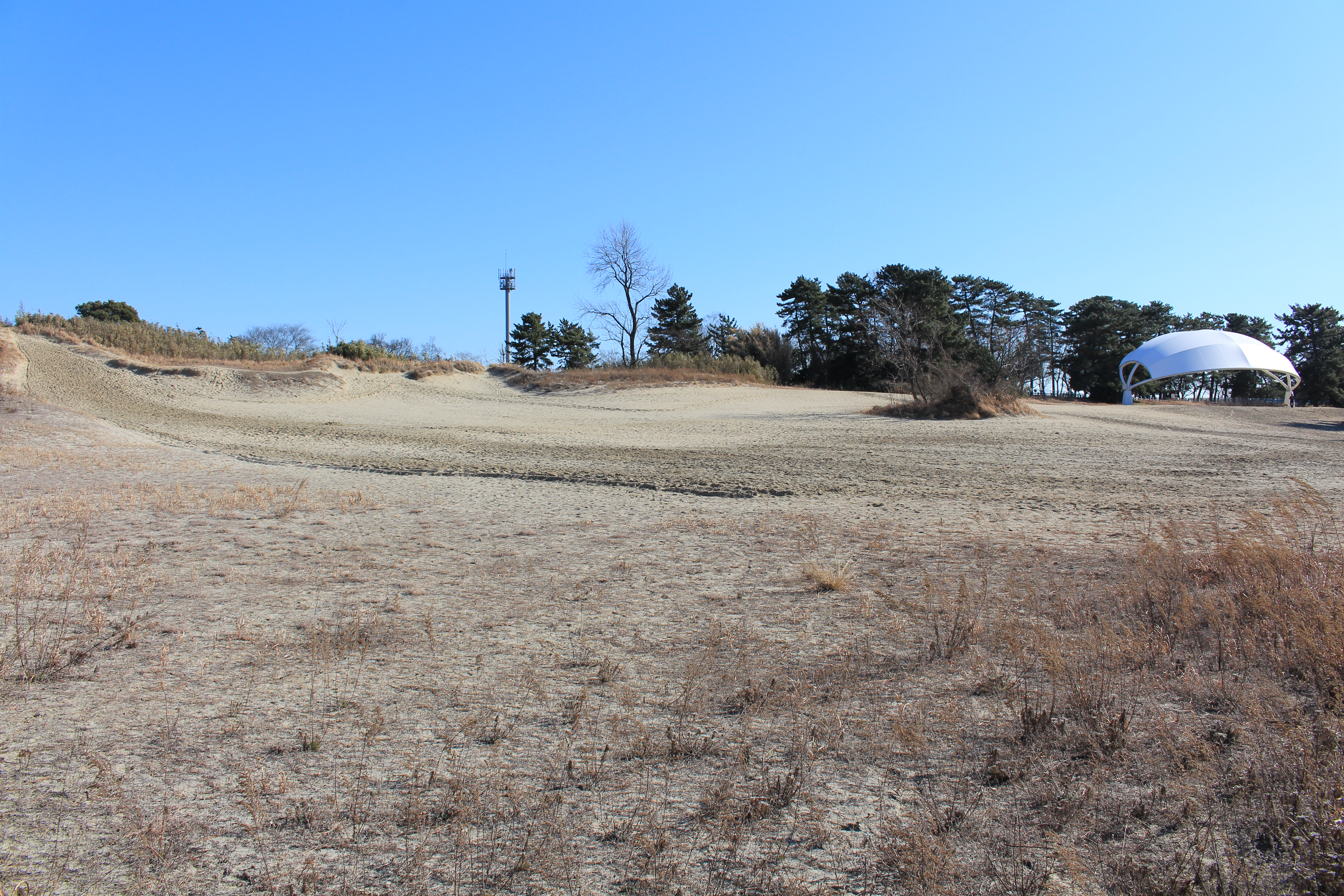
木曽川左岸にある祖父江砂丘

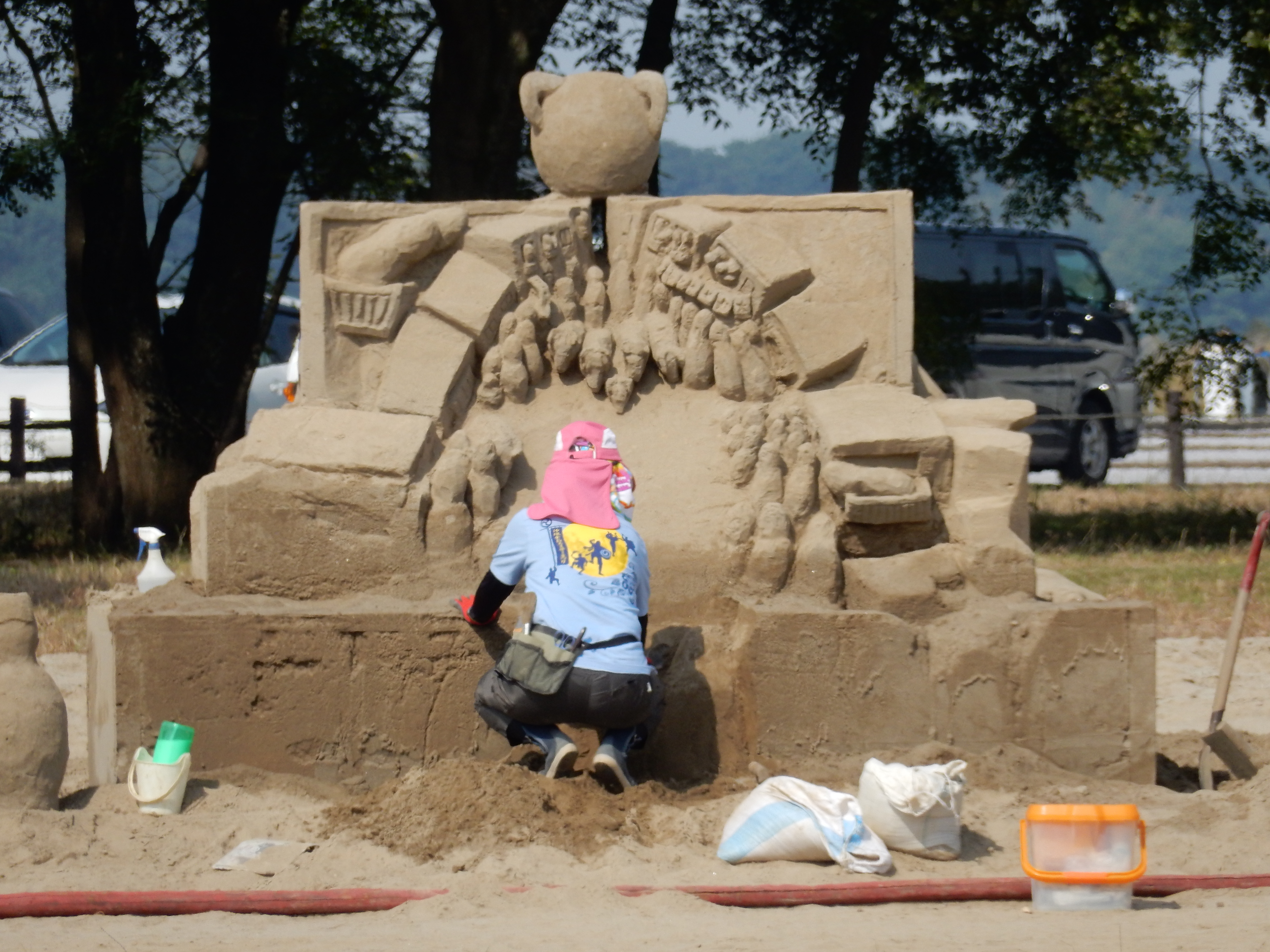
稲沢サンドフェスタ

祖父江砂丘（そぶえさきゅう）は、木曽川の流れによって生まれた、日本国内では珍しい河畔砂丘の一つ。

## 概要
木曽川砂丘とも呼ばれる。
愛知県稲沢市祖父江町に存在する。
1988年（昭和63年）には、木曽三十六景のうちの一つに選ばれた。
日本唯一の河畔砂浜ビーチがあり、毎年秋には、稲沢サンドフェスタというイベントが開催されている。砂丘であることを生かし、砂のオブジェの制作・展示を中心として、ビーチバレー・ビーチ・フラッグスなどが行われる。